# Cyclotron ARRONAX
Arronax est un cyclotron unique au monde en raison de ses caractéristiques (multiparticules, 70 MeV) au moment de sa mise en service en 2010 près de Nantes, sur la commune de Saint-Herblain en Loire-Atlantique, à proximité de l'hôpital Guillaume-et-René-Laennec (dépendant du CHU de Nantes) et du Centre de lutte contre le cancer René-Gauducheau (devenu Institut de Cancérologie de l'Ouest - ICO). ARRONAX signifie « Accélérateur pour la recherche en radiochimie et oncologie à Nantes-Atlantique ». L'acronyme fait référence au professeur Pierre Aronnax, personnage du roman de Jules Verne (né à Nantes en 1828) intitulé Vingt mille lieues sous les mers.
C'est un cyclotron isochrone prototype de haute énergie (70 MeV) et de forte intensité (2x375 μA) destiné à la production de radionucléides pour l'imagerie médicale et la radiothérapie en oncologie ainsi qu'à la recherche en médecine nucléaire, en chimie nucléaire et en physique nucléaire. C'est un cyclotron multi-faisceaux capable de fournir des protons, des deutons et des particules α.
Le projet date de 2003. Il a été élaboré par des chercheurs:
- du Laboratoire de physique subatomique et des technologies associées (Subatech) de l'École nationale supérieure des mines de Nantes (EMN), de l'Université de Nantes et du CNRS (IN2P3)
- du Centre régional de lutte contre le cancer René Gauducheau (aujourd'hui Institut de Cancérologie de l'Ouest - ICO) et de l'Unité de recherche sur les interactions cellulaires dans le cancer et la transplantation de l'Inserm, du CHU de Nantes et de l'Université de Nantes.

Les particules accélérées dans le cyclotron à des vitesses de l'ordre de 10 à 30 % de la vitesse de la lumière sont guidées dans des lignes de faisceau vers des cibles où se produisent les transmutations nucléaires. Les particules accélérées s'intègrent aux noyaux des éléments de la cible et provoquent des réarrangements de ces noyaux. Parmi les nouveaux éléments formés, certains, radioactifs, sont utilisés, après purification et conditionnement appropriés, pour l'imagerie médicale ou la radiothérapie des cancers.
Une ligne de faisceau est réservée aux expériences de radiolyse, de radiobiologie et de physique avec des faisceaux de deutons ou de particules alpha. Cette ligne de faisceau est également utilisée pour la formation des personnels du cyclotron et pour l'enseignement.

## Objectifs
Le cyclotron Arronax a été conçu pour produire :
- plusieurs types de faisceaux de particules, en particulier des faisceaux de protons, de deutons ou de particules alpha, alors que la plupart des cyclotrons existant ne produisent que des faisceaux de protons ;
- des particules de haute énergie, jusqu'à 70 MeV, alors que les autres cyclotrons à usage médical n'atteignent que 20 MeV ;
- des faisceaux de forte intensité, jusqu'à 300 μA pour les protons, alors que les autres cyclotrons sont limités à 100μA.

Ces spécifications ont été choisies 1) pour pouvoir produire des radionucléides d'intérêt médical, inaccessibles avec des énergies et des intensités plus faibles ou sans particules alpha, et 2) pour des recherches en physique sur l'action des rayonnements sur les matériaux.
En dotant la métropole nantaise d'un équipement scientifique mi-lourd à vocation européenne, l’État, la Région des Pays de la Loire et les autres collectivités territoriales ont voulu renforcer les équipes de recherche des laboratoires nantais et attirer de nouveaux chercheurs et des étudiants. Ils ont voulu aussi favoriser le développement d'entreprises innovantes en radiochimie, radiopharmacie, radioprotection et en instrumentation au voisinage du cyclotron. 
En janvier 2023, un second cyclotron est en cours de construction. 

## Caractéristiques techniques

### Le cyclotron
Arronax est un accélérateur capable de produire plusieurs types de particules :
| Faisceaux de Particules    | Énergies (MeV) | Intensités max. (μA) |
| -------------------------- | -------------- | -------------------- |
| Protons (H+)               | 35-70          | 375x2                |
| Particules α (He2+)        | 68             | 70                   |
| Dihydrogènes ionisés (HH+) | 35             | 50                   |
| Deutons (D+)               | 15-35          | 50                   |

Arronax est un cyclotron isochrone à quatre secteurs. Il est constitué d'un électro-aimant capable de développer un champ magnétique vertical maximum de 1,64 T qui maintient les particules sur des trajectoires spirales dans le plan horizontal. Son diamètre extérieur est d'environ 4 m et sa hauteur de 3,60 m. Il pèse 145 tonnes, soit le poids à vide d'un Boeing 777. Les ions sont accélérés dans deux cavités sous vide placées en opposition. Chacune de ces cavités est composée de deux électrodes : l'une en forme de "part de gâteau" souvent appelée d (Dee en anglais) car à l'origine, cette cavité avait la forme d'un D (ce n'est plus le cas aujourd'hui mais le terme est resté); l'autre électrode est située autour de la première. Les deux électrodes sont soumises à une tension alternative de 65 kV à une fréquence de 30,45 MHz.

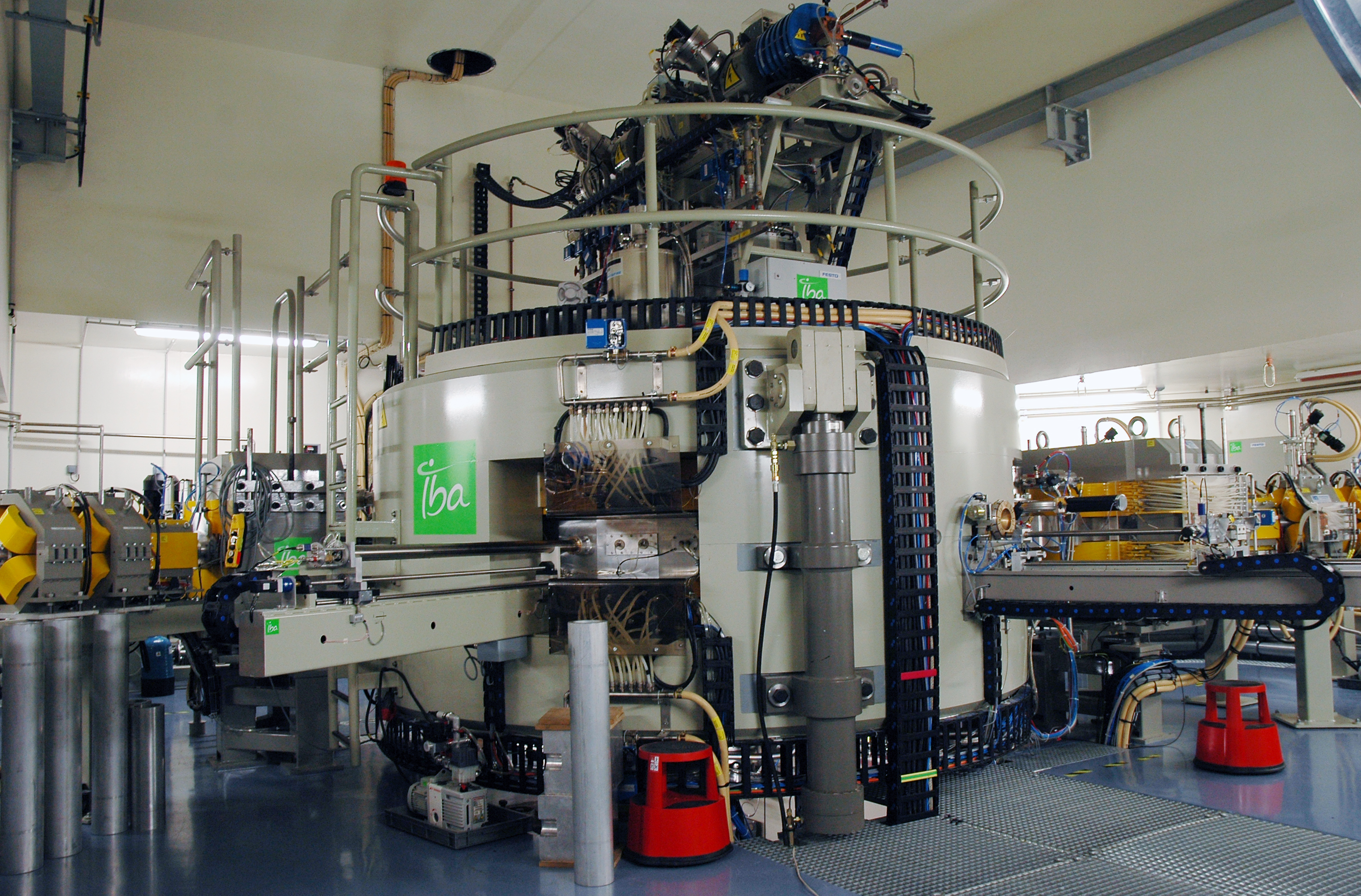
Le cyclotron Arronax

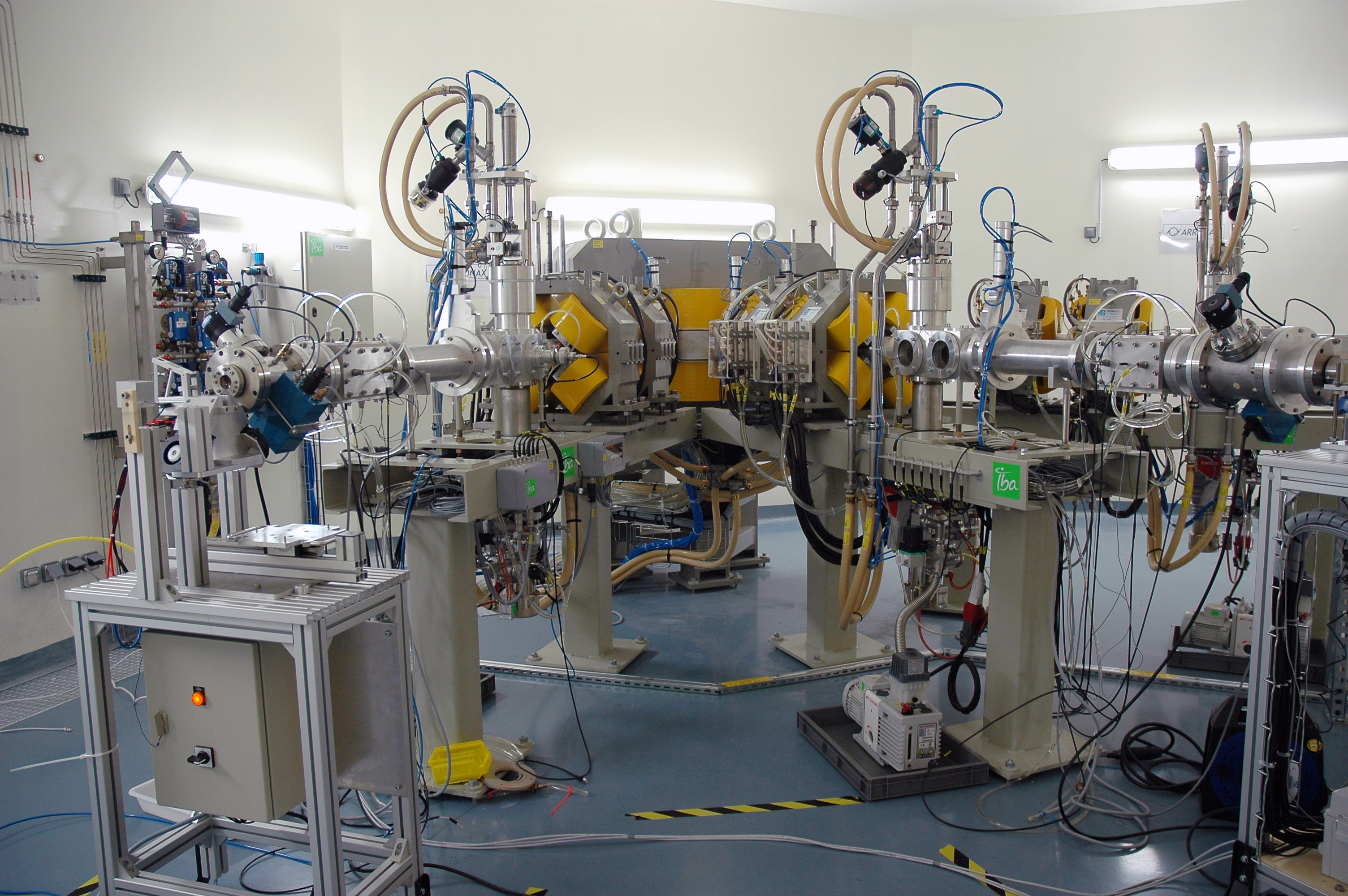
Lignes de faisceau secondaires et dispositifs cibles du cyclotron Arronax

Les ions primaires sont produits dans deux sources. L'une d'elles est une source à filament d'ions hydrogène négatifs H− ou D−. Dans cette source, le filament fournit des électrons qui vont « casser » les molécules du gaz injecté (par exemple du dihydrogène ou du gaz deutérium). Plusieurs réactions produisant des ions sont obtenues et les éléments magnétiques internes de la source permettent alors de sélectionner les H- et D-. L'autre source, à résonance cyclotronique des électrons, n’utilise pas de filament mais un champ électromagnétique qui induit un déplacement des électrons libres. La réaction avec le gaz donne des ions positifs He++ et HH+. Les particules créées dans l'une des deux sources sont injectées au centre du cyclotron où elles sont accélérées. Lorsqu'elles atteignent l'énergie recherchée, elles sont extraites à travers une sortie et dirigées vers une ligne de faisceau. C'est au niveau des sorties que les ions négatifs H− ou D− accélérés sont transformés en protons H+ et deuton D+ en traversant une feuille de carbone qui les dépouille de leurs électrons. Les faisceaux de particules sont ensuite guidés et focalisés vers des cibles en empruntant les lignes de faisceau.
Arronax dispose de deux sorties qui, chacune, alimente 3 lignes de faisceau qui aboutissent dans 6 casemates. Quatre lignes principales sont consacrées à la production de radionucléides avec des faisceaux de particules alpha. Elles sont équipées de stations d'irradiation qui accueillent les cibles. La cinquième ligne contient un dispositif d'activation neutronique. La dernière aboutit dans la casemate d'expérimentation où elle se divise en trois lignes secondaires réservées aux expériences de radiolyse, de radiobiologie et de physique avec des faisceaux de deutons ou de particules alpha.

### Le bâtiment
Le cyclotron est situé dans le hall central du bâtiment, entouré de six casemates où aboutissent les lignes de faisceau. Le hall du cyclotron et les casemates périphériques sont construits sur une dalle de 1 m d'épaisseur et entourés de murs et d'une dalle-plafond en béton de 3,70 m d'épaisseur,. L'ensemble des salles est climatisé et maintenu en dépression. L'air expulsé est filtré sur filtres absolus et charbon actif. L'ensemble est situé en zone contrôlée, soumise aux règles de radio-protection.

### Les annexes
Le cyclotron et ses casemates d'irradiation sont entourés de locaux annexes:

#### Les locaux chauds (zone contrôlée)

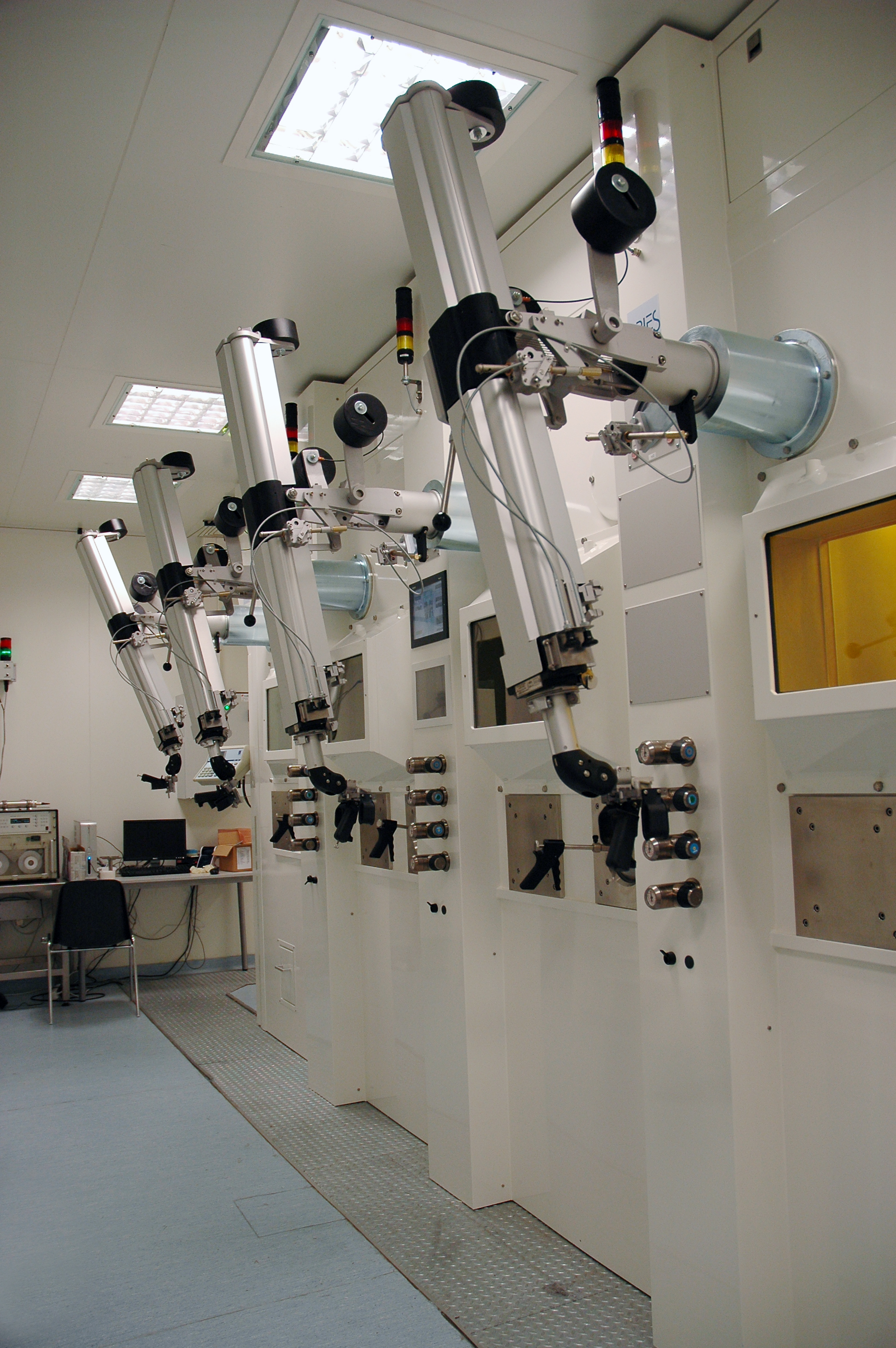
Enceintes protégées avec bras télémanipulateurs pour le traitement des cibles radioactives du cyclotron Arronax

- Les cibles irradiées sont acheminées par des circuits pneumatiques dans des enceintes blindées, avec des protections de plomb de 15 cm d'épaisseur, qui sont installées dans un laboratoire attenant au cyclotron. Dans ces enceintes blindées sont conduites les manipulations chimiques nécessaires à l'isolement des radionucléides recherchés.
- Les radionucléides isolés sont ensuite transférés dans des laboratoires équipés de boites à gants, pour être purifiés et y subir les contrôles qualité.
- D'autres laboratoires sont également installés à proximité du cyclotron: radiochimie, culture cellulaire, biochimie
- Des locaux de service: maintenance, déchets, entreposage, expédition.

#### Les locaux froids
- Les locaux techniques directement liés au fonctionnement du cyclotron: alimentation électrique, contrôle-commande, ventilation, pompes à vide…
- Les bureaux pour les chercheurs et l'administration, les salles de réunion, la salle de conférence.

### Nouveaux équipements

#### Equipex ArronaxPlus
À partir de 2012, divers équipements complémentaires ont été installés autour du cyclotron dans le cadre du projet Equipex ArronaxPlus,.
- Un laboratoire de radiopharmacie attenant au cyclotron : ce laboratoire est voué au conditionnement des isotopes destinés aux applications pré-cliniques et cliniques. Certains isotopes doivent être complexés pour être bio-compatibles. Pour la radio-immunothérapie vectorisée, les isotopes radioactifs doivent être fixés sur des anticorps qui reconnaissent préférentiellement les cellules cancéreuses. Cette opération de radio-marquage des anticorps est réalisée dans ce laboratoire de radio-pharmacie.
- L'aménagement de l'extrémité d'une ligne de faisceau pour les recherches sur l'action de la radiolyse de l'eau sur les matériaux.
- L'installation d'un activateur neutronique par le laboratoire Subatech en collaboration avec la société AAA.

#### Un irradiateur gamma
Un irradiateur gamma avec une source de césium 137 est installé dans un local spécifique en zone chaude.

## Productions de radionucléides
Le conseil scientifique a recommandé la production de huit radionucléides à usage médical : le scandium 44, le scandium 47, le cuivre 64, le cuivre 67, le germanium 68 et le strontium 82, l'holmium 166 et l'astate 211.
| Éléments pères | Irradiation    | Réaction                  | Éléments fils | Demi-vie | Émission | Éléments petits-fils | Demi-vie | Émission | Destination     |
| --- | -------------- | ------------------------- | ------------- | -------- | -------- | -------------------- | -------- | -------- | --------------- |
| 44Ca | Protons        | (p,n)                     | 44Sc          | 4 h      | β+, γ    | 44Ca                 | stable   |          | TEP Oncologie   |
| 48Ti 49Ti 50Ti | Protons        | (p,2p) (p,2p+n) (p,2p+2n) | 47Sc          | 3,4 j    | β−, γ    | 47Ti                 | stable   |          | RIT Oncologie   |
| 64Ni | Deutons 16 MeV | (d,2n)                    | 64Cu          | 12,7 h   | β+, β−   | 64Ni, 64Zn           | stables  |          | TEP Cardiologie |
| 68Zn | Protons 70 MeV | (p,2p)                    | 67Cu          | 61,8 h   | β−       | 67Zn                 | stable   |          | RIT Oncologie   |
| 69Ga | Protons 40 MeV | (p,2n)                    | 68Ge          | 270.8 j  | c.e.     | 68Ga                 | 68 min   | β+       | TEP Oncologie   |
| 85Rb | Protons 50 MeV | (p,4n)                    | 82Sr          | 25,4 j   | c.e.     | 82Rb                 | 1,27 min | β+       | TEP Cardiologie |
| 165Ho | Neutrons       | (n,-)                     | 166Ho         | 26.8 h   | β−, γ    | 166Er                | stable   |          | Curiethérapie   |
| 209Bi | Alphas 21 MeV  | (α,2n)                    | 211At         | 7,2 h    | α        | 207Bi                | 32 ans   | c.e.     | AIT Oncologie   |
| TEP, Tomographie par émission de positons; RIT, Radioimmunothérapie; AIT, alpha-immunothérapie; c.e., capture électronique |                |                           |               |          |          |                      |          |          |                 |

### Le scandium 44
Le scandium 44 est généré par irradiation de calcium 44 avec des protons. Le 44Ca ne représente que 2 % des isotopes naturels du calcium. Le 44Sc se désintègre en 44Ca en une période de 4 h avec émission de positons. Le 44Sc est utilisé pour l'imagerie par tomographie par émission de positons (TEP). De plus, il est émetteur d'un photon gamma, ce qui autorise le développement d'une nouvelle caméra TEP, dite « 3 gammas ». La production de 44Sc par bombardement de 44Ca avec des deutons a fait l'objet de recherche sur Arronax.

### Le scandium 47
Le 47Sc est un radionucléide émetteur d'électrons de forte énergie (159 keV) qui peut être intéressant pour la radioimmunothérapie. L'émission simultanée de rayons gamma (160 keV) peut permettre de suivre par scintigraphie le ciblage du radioélément. Ses conditions de production font l'objet des projets de recherche développés au sein du GIP ARRONAX. Il est produit par bombardement de cibles de titane naturel par des protons. Trois des isotopes naturels du titane peuvent contribuer à créer du 47Sc.

### Le cuivre 64
Le cuivre 64 est un isotope radioactif du cuivre qui n'existe pas dans la nature. C'est un émetteur de positons qui a une demi-vie de 12,7 h et se désintègre en 64Ni. Il est produit par bombardement de nickel 64, un isotope naturel mineur (0,9 %) du nickel, avec un faisceau de deutons de 16 MeV.  Il a été produit d'abord en qualité radiochimique puis, à partir de 2014, en qualité radio-pharmaceutique. Le 64Cu est utilisé sous forme complexée, 64Cu-ATSM, en cancérologie et cardiologie expérimentales pour l'imagerie de l'hypoxie par TEP.

### Le cuivre 67
La forte énergie des électrons de décroissance du 67Cu et sa longue demi-vie en fait un candidat de choix pour la RIT. La production de 67Cu nécessite l'irradiation de zinc 68 avec un faisceau de protons de haute énergie tel qu'il peut être généré par Arronax. Le 68Zn représente 19 % des isotopes naturels du zinc. La paire 64Cu/ 67Cu présente un intérêt particulier. L'imagerie TEP avec du 64Cu permet de faire les calculs dosimétriques préalables à une radio-immunothérapie avec du 67Cu.

### Le germanium 68
Le germanium 68 est produit par bombardement d'une cible de gallium métal (contenant 60 % de 69Ga et 40 % de 71Ga) avec des protons de 40 MeV. Le 68Ge donne, par capture électronique, du gallium 68 avec une demi-vie de 271 jours. Le 68Ge est utilisé dans un dispositif appelé générateur pour produire du 68Ga en hôpital près du lit du malade. Le 68Ga est un émetteur de positons avec une demi-vie de 68 minutes. Il se désintègre en zinc 68 stable. Le 68Ga est utilisé en imagerie médicale par TEP.

### Le strontium 82
Le strontium 82 est produit à partir de cibles de chlorure de rubidium irradiées par des protons de 50 MeV. Le rubidium naturel contient deux isotopes, 85Rb (72,2 %) et 87Rb (27,8 %). Les noyaux de 85Rb bombardés par des protons de haute énergie intègrent un proton et expulsent 4 neutrons. Le 82Sr purifié est immobilisé dans la colonne  d'un générateur où il se décompose en 82Ru par capture électronique avec une période de 25,4 jours. Le 82Rb, élué du générateur, est injecté au patient. Il se décompose avec une période de 87 secondes en émettant un positon. Le 82Rb est utilisé pour l'imagerie TEP en cardiologie. Le rubidium est un analogue chimique du potassium qui est rapidement absorbé par le muscle cardiaque. Le projet strontium 82 a été lancé dès 2006 par Ferid Haddad en collaboration avec le Brookhaven National Laboratory et avec l'équipe du cyclotron (65 MeV) de Nice de façon à être prêt à produire quand Arronax a été opérationnel. Effectivement, le 82Sr est produit en routine par Arronax depuis 2012. Une irradiation permet de produire la quantité de 82Sr suffisante pour 6000 examens radiologiques.

### L'holmium 166
L'holmium 166 se désintègre en erbium 166 en émettant des électrons de haute énergie (1,85 MeV) avec une demi-vie de 26,8 heures. Il peut donc être utilisé en radioimmunothérapie.  Il émet aussi des rayons gamma de 81 keV, ce qui le rend utilisable en scintigraphie. Il est produit par irradiation de l'isotope naturel 165Ho par des neutrons, générés par bombardement d'une cible intermédiaire avec des protons (activation neutronique). Le 166Ho, infusé dans des nanocapsules, est injecté dans la tumeur pour la détruire par curiethérapie. Ce projet de recherche a été financé dans le cadre du programme THERANEAN.

### L'astate 211
L'astate est l'élément le plus lourd des halogènes. Il a un comportement chimique apparenté à l'iode. L'astate 211 présente l'intérêt d'être un émetteur de particules α avec une demi-vie courte, ce qui le rend apte à une utilisation pour l'alpha-immunothérapie,. Il est produit en cyclotron par irradiation de bismuth 209, seul isotope stable naturel du bismuth, avec un faisceau de particules α. Il se désintègre en 207Bi qui, lui-même, décroit par capture électronique en plomb 207 stable. Afin de pouvoir prendre en main la production d'astate 211 le plus rapidement possible, les premiers essais ont été faits sur le cyclotron du Centre d'Etudes et de Recherches par Irradiations (CERI) d'Orléans avec des particules alpha de 28 MeV en 2006. L'énergie des particules alpha d'Arronax étant trop élevée pour cette expérience et non réglable, un dégradeur d'énergie a été installé sur la ligne de faisceau.

## Programmes de recherche
Certains programmes sont propres aux médecins, aux chimistes ou aux physiciens. Cependant, ils sont souvent multidisciplinaires et impliquent des médecins, des radiochimistes, des radiophysiciens, etc.

### Médecine nucléaire
- Études pré-cliniques et cliniques de radio-immunothérapie avec des émetteurs de particules α[25] ou de particules β−[26].
- Études pré-cliniques et cliniques de nouveaux radionucléides émetteurs de positons pour la tomographie par émission de positons.
- Programme LabEx IRON: Innovative Radionuclides for Oncology and Neurology[27] en coopération avec d'autres équipes françaises situées à Angers, Caen, Orléans, Nantes, Rennes, Strasbourg, Toulouse et Tours.
- Programme THERANEAN: Therapy trough neutron activation using nanoparticles. Consortium public-privé mené par AAA[21] financé par le Fonds unique interministériel (FUI).
- Coopération avec les équipes animatrices des accélérateurs à usage médicaux en Europe, aux États-Unis et dans d'autres parties du monde.

### Chimie nucléaire
Pour atteindre les objectifs médicaux, plusieurs étapes de recherche scientifique et technologique sont nécessaires. Il faut procéder au préalable:
- à la mise au point des méthodes chimiques (radiochimiques) de séparation des radionucléides recherchés à partir des matrices contenant les isotopes des éléments pères et les isotopes des éléments fils.
- à la mise au point des méthodes de présentation (complexation) de chaque radionucléide pour le rendre soit injectable in vivo, soit capable d'être lié à une protéine (radio-marquage).
- à la mise au point des méthodes de marquage des protéines (anticorps) ou des peptides existant ou à développer pour la radio-immunothérapie vectorisée.
- à la mise au point des méthodes de conditionnement radio-pharmaceutique.

L'ensemble de ces recherches s'inscrivent dans le cadre de collaborations nationales et internationales de recherche en médecine nucléaire et radiochimie.
Recherche sur la radiolyse: étude du comportement des matériaux en présence d'eau soumise à des irradiations.

### Physique nucléaire
- Détermination des conditions d'irradiation pour chaque radioélément recherché à des fins médicales: nature de la cible, présentation de la cible, conditions d'irradiation (énergie, intensité, durée)... en coordination avec les radiochimistes.
- Recherche sur les conditions de la production d'hydrogène dans les réacteurs nucléaires.
- Recherche sur le retraitement des déchets nucléaires pour transformer les éléments à demi-vie longues en éléments à demi-vie courte et les utiliser pour produire de l'énergie.
- Mise en œuvre sur Arronax de la technologie PIXE (proton-induced X-ray emission) d'analyse élémentaire[29],[30].
- Les recherches en physique nucléaire sur l'effet des rayonnements sur les matériaux s'inscrivent également dans des programmes nationaux et internationaux.

## Environnement académique et industriel

### Laboratoires partenaires
- Services de Médecine Nucléaire du CHU de Nantes et de l'Institut de Cancérologie de l'Ouest
- Centre de Recherche en Cancérologie et Immunologie Nantes-Angers (CRCINA) (Inserm, CNRS, Université de Nantes, Université d'Angers)
- Laboratoire de physique subatomique et des technologies associées (Subatech) (EMN-CNRS-Université de Nantes)
- Laboratoire de Chimie et Interdisciplinarité, Synthèse, Analyse, Modélisation (Ceisam) (CNRS-Université de Nantes)
- Centre de recherche et d'investigation pré-clinique (CRIP) (Oniris, Ecole Vétérinaire de Nantes)
- Le Pôle de Compétitivité Atlanpole Biothérapies[31]
- Centre Antoine Lacassagne, Nice
- Conditions Extrêmes et Matériaux: Hautes températures et Irradiations (CEMHTI)[32], Orléans
- Les laboratoires américains dépendant du Department of Energy (DOE): Brookhaven National Laboratory, Los Alamos National Laboratory. Ces laboratoires sont à la fois des partenaires scientifiques et des partenaires commerciaux dans la mesure où ils achètent une partie des productions d'Arronax pour les distribuer aux hôpitaux nord-américains.
- Institut Kourtchatov de l'énergie atomique, Moscou-Troïtsk

### Entreprises partenaires
- Advanced Accelerator Applications (AAA)
- CHELATEC[33]
- KEOSIS Medical Imaging
- LEMER PAX[34]

## Le financement du cyclotron Arronax

### Investissement initial (2007)
L'investissement initial de 37 millions d'Euros a été financé par les contributions du Conseil Régional des Pays de la Loire, de l'Etat, de l'Europe et des collectivités territoriales.
| Contributeurs                                                   | M€    | %     |
| --------------------------------------------------------------- | ----- | ----- |
| Conseil Régional des Pays de la Loire                           | 14,60 | 39,80 |
| État (Ministère de la recherche et de l'enseignement supérieur) | 8,40  | 22,90 |
| Fonds Européen pour le Développement Economique Régional        | 6,93  | 18,89 |
| Nantes Métropole                                                | 3,00  | 8,18  |
| Conseil Départemental de Loire-Atlantique                       | 2,00  | 5,45  |
| Conseil Régional Bretagne                                       | 0,75  | 2.05  |
| Conseil Régional Poitou-Charente                                | 0,50  | 1.36  |
| Conseil Départemental de Maine-et-Loire                         | 0,30  | 0.82  |
| Angers-Loire Métropole                                          | 0,20  | 0,55  |

### Equipex ArronaxPlus
ArronaxPlus est un projet d'équipement d'excellence (Equipex) financé à hauteur de 8 M€ par le Ministère de l'Enseignement Supérieur et de la Recherche dans le cadre des Programmes Investissements d'Avenir (PIA).
Ce financement complémentaire obtenu en 2012 a permis, au fil des années : 
- d'augmenter l'intensité des faisceaux pour une meilleure productivité du cyclotron,
- de créer une radiopharmacie interne pour les essais pré-cliniques et cliniques.
- de compléter l'équipement terminal d'une ligne de faisceau pour les études de radiolyse
- de former les spécialistes indispensables au fonctionnement du cyclotron et de ses activités connexes.

## Le GIP ARRONAX[36]

### Les missions
Pour l'installation, le fonctionnement et l'administration du cyclotron Arronax, il a été constitué un Groupement d'Intérêt Public (GIP) pour une période de 25 ans. Le GIP permet d'entreprendre des travaux de recherche publique aussi bien que des activités à but commercial, de faire travailler des chercheurs fonctionnaires et d'embaucher des personnels sous contrats privés. La convention du GIP ARRONAX est publiée au Journal Officiel du 28 juillet 2007. Elle définit ses missions:
- l'exploitation du cyclotron et de ses installations à des fins de recherche principalement centrée sur la médecine nucléaire et la radiochimie
- l'hébergement des chercheurs dans les thématiques mentionnées ci-dessus
- l'exécution de travaux de recherche et de développement dans le cadre de la valorisation du cyclotron et de ses installations
- l'exécution de prestations de service au profit, notamment d'établissements hospitaliers ou de recherche, ainsi que d'industriels, en particulier par la fourniture de radioéléments et/ou la mise à disposition des installations
- l'exécution de prestations de formation liées à l'utilisation de la machine ou de son environnement

### Les membres
Le GIP réunit à parts égales, l’État (Ministère de l'Enseignement Supérieur et de la Recherche), la Région des Pays-de-la-Loire, l'Université de Nantes, l'Institut National de la Santé et de la Recherche Médicale, le Centre National de la Recherche Scientifique, l'Institut Mines-Télécom Nantes-Atlantique, le Centre Hospitalo-Universitaire de Nantes et l'Institut de Cancérologie de l'Ouest. Les représentants de ces huit participants-fondateurs constituent l'Assemblée générale et le Conseil d'administration du GIP. L'Assemblée générale élit un Président et définit la politique de développement. Les Présidents du GIP depuis sa création ont été :
- Yves Lecointe, Président de l'Université de Nantes, 2007-2011
- Olivier Laboux, Président de l'Université de Nantes, 2011-2020
- Olivier Grasset, vice-Président Recherche de l'Université de Nantes, 2020-...

### Le Directeur
Le Directeur du GIP, nommé par l'Assemblée générale, a la responsabilité de la gestion quotidienne de l'instrument.
- Jacques Martino, Directeur du Laboratoire Subatech, 2007-2010
- Jacques Barbet, Directeur de l'équipe 13 du CRCNA, 2010-2014
- Ferid Haddad, Professeur des Universités à l'Université de Nantes, 2014-...

Le directeur est secondé par un comité technique.

### Le Conseil Scientifique
Le conseil scientifique d'Arronax est composé de 10 experts internationaux et de 4 membres du comité technique. Il est présidé par:
- Le Professeur Frans Corstens, Professeur de Médecine Nucléaire, Université de Nimègue, Président de l'European Association for Nuclear Medicine, 2004-2008
- Le Professeur Suresh Srivastava, Professeur de radiologie à l'école de médecine de la State University of New York à Stony Brook, Directeur de la Division Radionuclide and Radiopharmaceutical  Research du Medical Department of Brookhaven National Laboratory, USA., 2008-2012

## La Génèse (1998-2008)
Les informations ci-dessous sont issues d'un ouvrage qui expose en détail la genèse du projet

### Premier projet (1998-1999)
Au cours des années 1990, Jean-François Chatal, Professeur à la Faculté de Médecine de Nantes et Chef du service de médecine nucléaire au CHU et au Centre de Lutte contre le Cancer René Gauducheau et responsable d'une équipe de recherche au sein de l'Unité Mixte de Recherche 211 de l'Inserm décide d'expérimenter l'immunothérapie avec des particules alpha en utilisant du bismuth 213. Le bismuth 213 est obtenu à partir d'actinium 225 dans un générateur, ce qui peut être fourni par l'Institut des Transuraniens de Karlsruhe. Cependant l'opération ne peut se faire car le laboratoire de l'unité Inserm de Nantes n'a pas et ne peut pas avoir l'agrément pour manipuler des actinides. Jean-François Chatal prend contact avec le laboratoire Subatech qui dispose des installations appropriées. La coopération des chercheurs et médecins de l'Inserm et des chercheurs du CNRS a permis les premières études pré-cliniques de l'alpha-immunothérapie à Nantes. 
Dans ce contexte, Jean-Charles Abbé, chercheur à Subatech, et Jean-François Chatal formulent le projet d'une "Installation d'un cyclotron dans le cadre du développement de l'alpha-immunothérapie" à Nantes. Le 16 juillet 1998, le projet est présenté par Robert Germinet, directeur de l'EMN, à François Fillon qui vient d'être élu Président de la Région des Pays de la Loire. Ce dernier accueille favorablement le projet mais indique qu'il faut le soumettre à l'évaluation du Ministère et des organismes de recherche nationaux: CEA, CNRS, INSERM. Durant l'année qui suit, le projet subit des modifications et devient "Un cyclotron à Nantes". L'aspect médical devient secondaire et un nouveau sujet prend la première place: la transmutation des déchets nucléaires. Le projet arrive au Ministère de la Recherche le 6 septembre 1999. Le Ministère, le CEA et le CNRS donnent un avis défavorable. L'INSERM ne retient que le projet médical. En décembre 1999, Claude Allègre, Ministre de l'Enseignement Supérieur et de la Recherche, annonce lui-même le verdict négatif au Maire de Nantes, Jean-Marc Ayrault.

### Deuxième projet (2001-2004)
En 2001, le paysage politique national et local a changé. Roger Gérard Schwartzenberg a succédé à Claude Allègre au Ministère de la Recherche. La direction de la Recherche au Ministère, les directions du CNRS et de l'Inserm ont changé de titulaires.  A Nantes, Jacques Martino, venant du CERN et du CEA, a pris la direction de Subatech. Jacques Barbet, Directeur de Recherche au CNRS et inventeur des anticorps bi-spécifiques pour la radio-immunothérapie, quitte Immunotech à Marseille pour rejoindre l'équipe de Jean-François Chatal. Le projet de cyclotron à Nantes est réactivé en tirant les leçons des erreurs et des insuffisances du premier dossier.

#### Étude de faisabilité (2002-2003)
Un nouveau projet est élaboré pour la construction d'un cyclotron à deux faisceaux, de haute énergie et de haute intensité à vocation médicale et radiochimique. Le projet est remis au Préfet des Pays de la Loire qui le transmet au Ministère le 15 janvier 2002. Le 3 mai 2002, le Ministère de la Recherche donne son feu vert pour une étude de faisabilité technique et économique cofinancée par l’État et le Conseil Régional des Pays de la Loire, et pilotée par le CHU de Nantes.
Pendant l'été 2002, Claudie Haigneré devient Ministre de la Recherche et François Resche, Professeur de Médecine, devient Président de l'Université de Nantes. L'Université de Nantes, jusque-là réticente, devient le co-porteur du projet avec le CHU. Un comité de pilotage rassemblant toutes les administrations concernées est constitué. Une étude technico-économique du projet est confiée à la société Assystem qui consulte différents fabricants potentiels et remet un rapport jugé remarquable par les experts. Le coût global de la machine et du bâtiment est estimé à 30 M€. Le coût de fonctionnement est estimé à 1,4 M€/an. Il apparaît que la forme du Groupement d'Intérêt Public est la plus adaptée au mode de fonctionnement souhaité du cyclotron.
Au premier semestre 2003, plusieurs réunions au Ministère, à la Région des Pays de la Loire ou au CHU, permettent de préciser le budget, les étapes de réalisation et les conditions de fonctionnement les plus réalistes possibles.
En juillet 2003, un rapport de synthèse, intitulé "Un cyclotron à Nantes pour une recherche à dimension européenne en médecine nucléaire et radiochimie", est rédigé par Jacques Barbet, Jean-François Chatal et Jacques Martino, sous l'égide de l'Université de Nantes.
Le 18 décembre 2003, le projet reçoit un avis favorable du Comité Interministériel pour l'Aménagement et le Développement du Territoire (CIADT). Claudie Haigneré en informe le Préfet des Pays de la Loire et propose de confier la maîtrise d'ouvrage au Conseil Régional. Les installations achevées seront remises à l’État, c'est-à-dire à l'Université de Nantes. Un projet de financement, défini à hauteur de 30 M€, fait l'objet d'un avenant au Contrat de Plan État-Région 2000-2006.

#### Lancement de la réalisation (2004)
Un "Comité technique de lancement de la réalisation du projet cyclotron", constitué de 24 représentants des parties concernées, se réunit le 25 février 2004 et désigne: 
- les membres d'une "cellule d'assistance au maître d'ouvrage" composée d'un chef de projet, non désigné à ce stade, et d'experts français des différents aspects du projet: cyclotron, lignes de faisceau, bâtiment, radiochimie, radioprotection, etc.
- les membres du premier Conseil Scientifique International: cinq étrangers, cinq français non-nantais et les 3 nantais porteurs du projet.

Le 10 juin 2004, au cours de sa deuxième réunion, le Comité technique est informé que :
- l'Europe, à travers le Fonds Européen de Développement Économique Régional (FEDER), participera au financement de l'investissement.
- le CNRS débloque un poste de Directeur de Recherche pour François Gauché qui est nommé Chef de projet à la tête de la Cellule d'assistance au maître d'ouvrage. François Gauché est polytechnicien, ingénieur des Mines. Il était précédemment chef de la division "installations nucléaires, énergie et mines" à la Direction Régionale de l'Industrie, de la Recherche et de l'Environnement (DRIRE) de la Région Alsace. Il apporte au projet des compétences cruciales pour l'organisation et la gestion d'un projet complexe. Il s'appuie sur un comité de pilotage composé de 4 personnes: les 3 auteurs du projet et Yves Thomas, alors Délégué Régional à la Recherche et à la Technologie et Directeur de la valorisation de la recherche à l'Université de Nantes.
- le CHU de Nantes met à disposition un terrain à Saint-Herblain, à proximité de l'hôpital Nord, pour l'installation du cyclotron.

Le 9 juillet 2004, Jacques Auxiette, professeur de mathématiques, ex-Maire de la Roche-sur-Yon et nouveau Président du Conseil Régional des Pays-de-la-Loire, principal contributeur financier, convoque toutes les parties prenantes à participer à une "Table ronde sur la construction d'un cyclotron à Nantes". En conclusion de cette réunion, le Président du Conseil Régional décide de lancer la construction du cyclotron.
Le 1er octobre 2004, le Conseil Scientifique est installé par François Fillon, Ministre chargé de la Recherche. A cette occasion, le projet acquiert une visibilité publique,. 

### Réalisation du projet (2005-2008)
L'Université de Nantes prend en charge les problèmes de personnel, d'équipements complémentaires, et de programmation de l'exploitation.
Le 25 novembre 2005, la maîtrise d'ouvrage est officiellement confiée à la Région des Pays de la Loire.

#### Le choix du cyclotron
La procédure choisie est le "Dialogue compétitif". En janvier 2005, trois entreprises présentent leur candidature: IBA (Ion Beam Applications), Ebco Industries/Advanced Cyclotron Systems Inc. (ACSI) et Thalès/Accelerators for Industrial and Medical Applications (AIMA). IBA est une société belge issue du Centre de Recherche sur les Cyclotrons de l'Université catholique de Louvain, qui est devenue un des principaux constructeurs de cyclotrons médicaux au niveau international. EBCO/ACSI est une société canadienne de Vancouver qui a participé à la construction du premier cyclotron de 500 MeV du TRI-University Meson Facility (TRIUMF). 
Après examen des dossiers et avis des experts de la cellule d'assistance, La société IBA est choisie pour construire le cyclotron. La commande est passée le 25 novembre 2005. La machine est livrée le 12 mars 2008.

#### Le choix du bâtiment
L'appel d'offre de construction du bâtiment est lancé en juillet 2005, selon une procédure dite de "Conception-réalisation" qui associe un architecte et un constructeur. Le calendrier de réalisation est extrêmement serré puisque le bâtiment doit être livré fin 2007. Les offres sont déposées pour le 28 octobre 2005. Le jury de sélection, réuni les 11 et 12 janvier 2006, doit choisir parmi les cinq offres soumises. Jean-Pierre Logerais, architecte à Angers, associé à la société Eiffage, emporte le concours. Le permis de construire est délivré le 20 octobre 2006. La pose de la première pierre a lieu le 7 décembre 2006.

#### L'inauguration
Le cyclotron est inauguré le 7 novembre 2008 par François Fillon, Premier Ministre, Jacques Auxiette, Président du Conseil Régional, Jean-Marc Ayrault, Président de Nantes Métropole, Charles Gautier, Maire de Saint-Herblain et Patrick Mareschal, Président du Conseil Général de Loire-Atlantiquel.
Les premières irradiations ont lieu en mars 2010. Le cyclotron a fonctionné au maximum de ses spécifications pendant 24 heures le 25 octobre 2010.

## L'activité du GIP ARRONAX en 2020
Le GIP ARRONAX travaille en étroite collaboration avec les laboratoires locaux (CRCINA, Ceisam, LS2N, Oniris, Subatech). Il contribue aux essais cliniques  des départements de médecine nucléaire des hôpitaux locaux (CHU de Nantes et ICO) et européens. Le GIP coopère avec plusieurs plateformes françaises d’imagerie, avec des instituts de recherche et des industriels internationaux.
Les activités peuvent être classées en plusieurs catégories :
- la production de radionucléides pour la médecine nucléaire : en routine (Sr-82, Cu-64, Ho-166, At-211, Sc-44) ou en cours de développement (Ge-68, Cu-67, Ru-97, Pb-203, Tb-155, Tb- 152, Tb-149)
- la production de radiopharmaceutiques destinés à des essais cliniques de cancérologie en imagerie, thérapie et théranostique
- analyse non destructive par faisceaux d’ions : méthode PIXE (Proton Induced X-ray Emission) pour des applications par exemple en archéologie
- études de radiolyse : interactions des rayonnements sur les solutions avec deux domaines d’application que sont la santé et l’aval du cycle électronucléaire
- études de radiobiologie : irradiations cellulaires, application à la protonthérapie flash
- tests de détecteurs pour le médical ou le spatial

Le financement a été et est assuré par les membres du GIP, par des industriels, par des Programmes Investissements d'Avenir (Equipex, LabEx, Siric, NExT), par des programmes européens (H2020, IAEA), par l’ANR (Agence Nationale de la Recherche) et l’INCa (Institut National du Cancer) et par des fonds propres du GIP ARRONAX.